# Jesús Alfaro (futbolista)
Jesús Salvador Alfaro Coronado (Ciudad Madero, Tamaulipas, México, 1 de enero de 1968) es un ex-futbolista mexicano que desempeñaba la demarcación de portero, fue parte del cuerpo técnico de José Saturnino Cardozo, en el Club Deportivo Guadalajara, siendo el entrenador de porteros.

## Trayectoria
Es nacido en Cd. Victoria, Con una experiencia importante en Primera División, este portero mexicano ha jugado para Correcaminos de la UAT, Deportivo Toluca y Tecos de la UAG. En CF Pachuca no ostenta el puesto titular aunque tiene la capacidad para jugar en cualquier momento.
Se retiró en su club de debut el Correcaminos de la UAT en 2005.

## Clubes
| Club                   | País   | Año       |
| ---------------------- | ------ | --------- |
| Correcaminos de la UAT | México | 1991-1994 |
| Deportivo Toluca       | México | 1994-1997 |
| Tecos de la UAG        | México | 1997-1998 |
| Club de Fútbol Pachuca | México | 1998-2003 |
| Correcaminos de la UAT | México | 2003-2005 |

## Estadísticas

### Resumen estadístico
| Competencia                | Partidos | Goles Recibidos |
| -------------------------- | -------- | --------------- |
| Primera División de México | 103      |                 |
| Primera División de México | 16       |                 |
| Total                      | 119      | -148            |